# LG Chem
LG Chem est une filiale du groupe LG spécialisée dans la pétrochimie, la production de batteries électriques et la fabrication de composants automobiles.